# Chiesa dei Santi Pietro e Paolo (Forlì)
La chiesa dei Santi Pietro e Paolo di Roncadello è una la parrocchia della Diocesi di Forlì-Bertinoro situata nella frazione di Roncadello.

## Storia

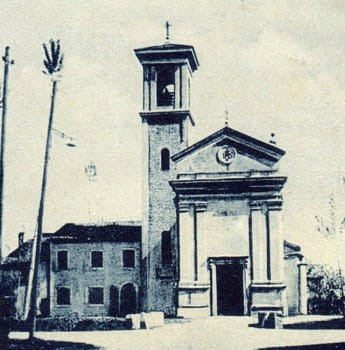
Chiesa di Roncadello (Forlì) prima della distruzione durante la Seconda Guerra Mondiale

L'attuale chiesa di Roncadello è il risultato della ricostruzione della chiesa precedente. Si hanno notizie della presenza di un luogo di culto in questa zona fin dal 1318, quando viene indicata una chiesa dipendente dai monaci benedettini prima e dai Canonici Regolari di San Salvatore poi. In questo periodo la chiesa risulta dipendente dalla Pieve di Barisano, mentre passerà al plebanato di Villafranca nel XVI secolo. La forma globale della chiesa risaliva al 1727.
Nel 1932 era stata completamente restaurata, come si vede dalle fotografie d'epoca, con forme classiche, e appariva con due lesene nella facciata stretta e un timpano separato dal resto da un marcapiano aggettante. Il campanile era stato costruito ex novo. In generale la facciata ricordava Santa Maria in Lampio a Villafranca.
Quando i tedeschi in ritirata minano e fanno saltare il complesso (2 novembre 1944), restano in piedi solo la facciata e la base del campanile, oltre a una parte dei muri perimetrali. Si salvano, però, tutte e quattro le campane, fuse nel 1932 dal cavalier Cesare Brighenti di Bologna (restaurate nel 2017). Si decide quindi di atterrare le parti superstiti e operare una completa ricostruzione con forme differenti. La nuova chiesa viene iniziata il 13 aprile 1955 a opera della ditta Benetti, ultimata nel 1956 e inaugurata dal vescovo, monsignor Paolo Babini, il 16 settembre dello stesso anno. Prima della ricostruzione della chiesa si dà alloggio provvisorio alle suppellettili salvate e si svolgono le funzioni in alcune case vicine, come testimoniato dai diari degli eventi tenuti dal parroco, don Vittoriano Spazzoli.

## Descrizione

### Esterno

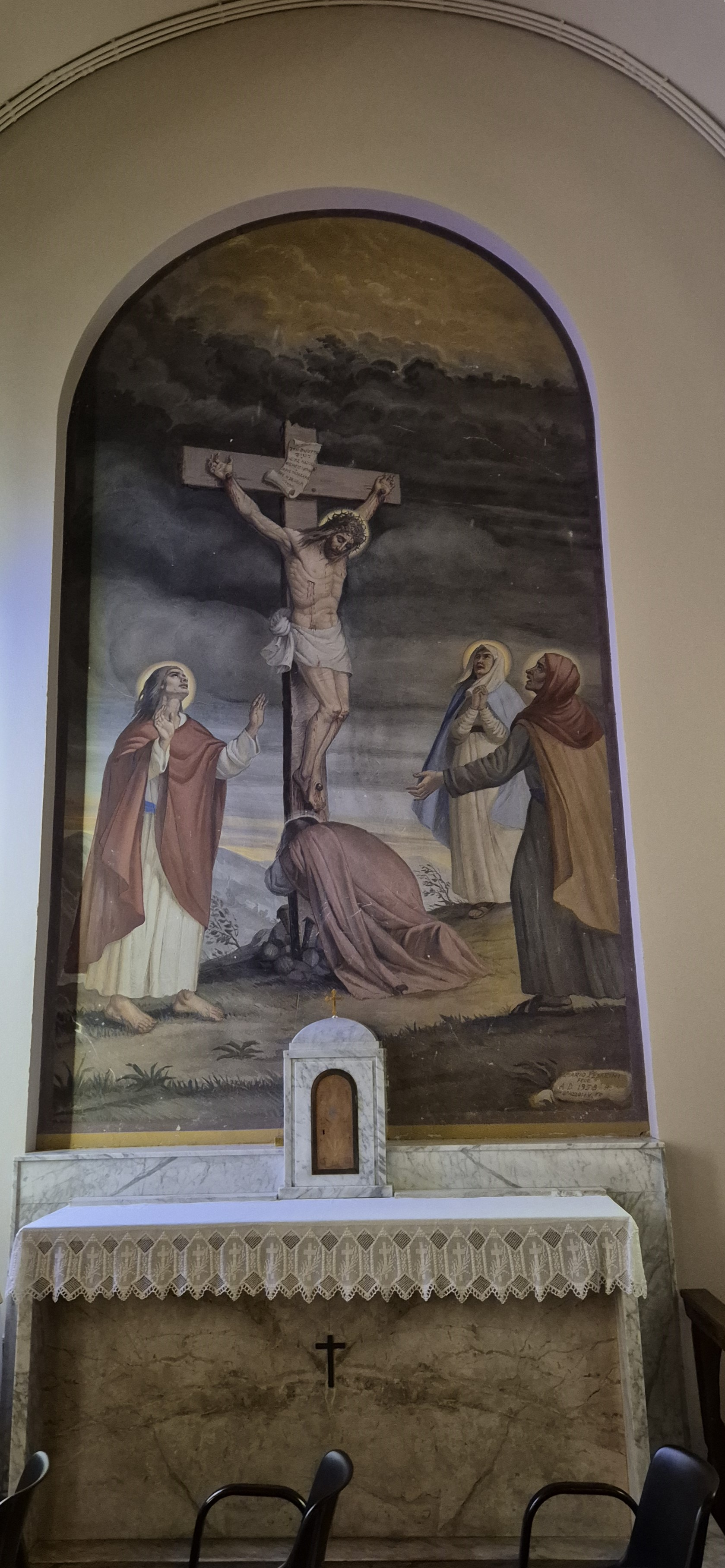
Mario Pesarini, Crocifissione con santi, 1958, Chiesa dei Santi Pietro e Paolo, Roncadello (Forlì)

La chiesa attuale ha una facciata Neo-Romanica a salienti con piccolo portico largo come la navata e rosone. Il materiale costruttivo sono i mattoni con profilature in pietra, come tipico dell'area padana. Il campanile, dove sono state inserite le campane salvate dalla distruzione della chiesa precedente, è stato collocato sul lato opposto e si discosta dal corpo della chiesa, a cui è collegato mediante un piccolo ambiente. Nel lato sinistro si trova un quadriportico sorretto da pilastri con mattoni a vista, aperto sul davanti, su cui si affacciano gli edifici parrocchiali.
A destra della chiesa si trova un cimitero, al cui ingresso si erge un monumento ai caduti.

### Interno
L'interno è a una sola navata, terminante in un presbiterio quadrangolare identificato da un arco. La copertura è a capriate lignee. Nella struttura si aprono alcuni ambienti laterali. Sulla destra si identifica il battistero, con un dipinto di Mario Pesarini (1922-2009) raffigurante il Battesimo di Cristo e decorazioni murarie monocrome con tema legato all'ambito dell'acqua.
Più vicino al presbiterio si trovano due cappelle laterali che fuoriescono dal muro esterno. Anche qui si trovano dei dipinti, in questo caso su muro, di Mario Pesarini raffiguranti una Crocifissione con Santi a destra (1958) e il Sacro Cuore di Gesù a sinistra. I dipinti, centinati, mostrano l'abilità pittorica dell'autore nella resa della figura umana e nello scorcio prospettico.
Sull'altare maggiore si trova un dipinto settecentesco di Giuseppe Marchetti, con raffigurati la Madonna con i Santi Pietro e Paolo.